# Wake Me Up Before You Go-Go
〈Wake Me Up Before You Go-Go〉는 1984년 5월 14일 영국에서 싱글로 처음 발매된 영국의 팝 듀오 왬!의 노래이다. 이 곡은 그들의 첫 번째 영국과 미국 1위 히트곡이 되었고, 조지 마이클에 의해 쓰여지고 프로듀싱되었다. 이 싱글은 미국에서 플래티넘 인증을 받았으며, 당시 200만 장 이상의 판매고를 올렸다. 뮤직 비디오에는 2002년 VH1 시리즈 《I Love the 80s》에서 소개된 캐서린 햄넷의 특대형 메시지 티셔츠를 입은 마이클과 앤드루 리즐리의 모습이 담겨있다.
이 노래는 VH1의 80년대 가장 위대한 노래 100곡 중 28위에 올랐다.

## 뮤직 비디오
이 노래의 뮤직 비디오는 앤디 모라한이 감독했다. 그것은 런던 남부의 브릭스톤 아카데미에서 주로 십대들로 구성된 청중들을 위해 공연하는 밴드를 보여준다. 밴드는 "CHOOSE LIFE"라고 쓰인 캐서린 햄넷 티셔츠를 입고 있었다.

## 곡 목록
전체 작사·작곡: 조지 마이클
| #  | 제목                                   | 재생 시간 |
| -- | -------------------------------------- | --------- |
| 1. | 〈Wake Me Up Before You Go-Go〉        | 3:51      |
| 2. | 〈Wake Me Up Before You Go-Go〉 (기악) | 4:03      |

## 인증
| 국가                                                            | 인증        | 판매량/출하량 |
| --------------------------------------------------------------- | ----------- | ------------- |
| 오스트레일리아 (ARIA)                                           | 2× 플래티넘 | 140,000       |
| 캐나다 (뮤직 캐나다)                                            | 플래티넘    | 100,000^      |
| 덴마크 (IFPI Danmark)                                           | 플래티넘    | 90,000        |
| 이탈리아 (FIMI)                                                 | 플래티넘    | 50,000        |
| 네덜란드 (NVPI)                                                 | 골드        | 75,000^       |
| 영국 (BPI) 1984 release                                         | 골드        | 500,000^      |
| 영국 (BPI) 2006 release                                         | 플래티넘    | 600,000       |
| 미국 (RIAA)                                                     | 플래티넘    | 1,000,000^    |
| ^출하량을 기반으로 한 인증 · 판매량+스트리밍을 기반으로 한 인증 |             |               |